# روي كوريا (لاعب كرة قدم)
روي كوريا هو لاعب كرة قدم برازيلي في مركز الدفاع، ولد في 23 أغسطس 1990 في تشافيس في البرتغال. لعب مع ناسيونال ماديرا ونادي سسيمبرا وأمورا ‏ ونادي بورتيمونينسي ونادي فابريل.

## وصلات خارجية
- روي كوريا (لاعب كرة قدم) على موقع قاعدة بيانات كرة القدم.إي يو (الإنجليزية)
- روي كوريا (لاعب كرة قدم) على موقع Soccerway.com (الإنجليزية)
- روي كوريا (لاعب كرة قدم) على موقع AS.com (الإسبانية)